# Île de Carabane
Île de Carabane, oder auch Carabane/Karabane, ist eine Insel im Delta des Casamance im südwestlichen Senegal. Die Insel hat nach dem Zensus von 2003 396 Einwohner, die zum Volk der Diola gehören.
Der Casamance-Hauptstrom berührt das Nordufer der Insel, während die von ihm ausgehenden Seitenarme, die Bolongs mit ihrer Gezeitenströmung die anderen Seiten bilden, ja sogar tief in das Inselinnere vordringen, sodass große Teile der Insel amphibischen Charakter haben und von einem Mangrovensystem bedeckt sind. Im Westen und Süden begrenzt der Kachiouane Bôlon die Insel und im Osten ist es der Samatit Bôlon, der vom Hauptstrom ausgehend sich am Südostende der Insel mit dem Kachiouane Bôlon trifft.
Im Jahr 2005 wurde die Insel wegen der historischen Bedeutung des hier gelegenen Dorfes Carabane in die Tentativliste für die Anerkennung als Weltkulturerbe der Unesco aufgenommen. Die Naturlandschaft der Insel mit ihren dichten Mangrovenwäldern und der üppigen Vegetation bekannter Baumarten wie Kapokbaum, Baobab, Palmengewächsen und Kokospalmen bildet einen sehenswerten Rahmen für das erste französische Handelskontor von 1836, das Brückenkopf und Verwaltungszentrum für die französische Durchdringung der Casamance war.